# 디지몬 세이버즈의 등장인물 목록
디지몬 세이버즈의 등장인물은 디지몬 시리즈의 다섯 번째 작품인 디지몬 세이버즈의 등장인물의 이름 및 성우진에 대한 소개글이다.

## 중요인물

### 다이몬 마사루(최건우)
- 성우: 호시 소이치로 / 최원형 / 마커스 데이먼

이 작품의 주인공으로 중학교 2학년 14살 소년. 생일은 작중에서도 밝혀진대로 4월 2일생인데 재밌는 점은 이 날이 디지몬 세이버즈의 제1화 방영일이라는 점이다. 오렌지색 디지바이스 iC에 닷트 제복컬러는 빨강.
싸움이라면 세끼 밥보다 좋아한다. "Rapter-1"이라 불리던 아구몬과의 만남을 통해 디지몬 사건에 관여하게 된다.
최고로 강해지는 것을 목표로 삼고 있어서 강한 녀석들과 싸울 수 있다는 그 이유 하나만으로 닷트에 입대한다. 그가 얼마나 싸움을 좋아하는지는 학교가 뭐냐고 물어보는 아구몬의 질문에 싸움상대가 잔뜩 있는 곳이라고 답하는 부분에서 잘 볼 수 있다.
그때문에 아무 생각도 없이 싸움만 생각한다고 볼 수 있지만 다른 면으로 가족을 매우 생각하는 모습을 보여준다. 특히 그의 여동생 민지를 가장 신경써주고 있으며, 10년 전에 소식이 끊긴 그의 아버지이자 디지털 월드 탐험대의 박사인 최영재를 지금도 그리워 하고 있다. 아직까지도 어린 시절에 아버지가 준 펜던트를 갖고 있으며 그가 관련된 문제는 내버려두지를 못한다. 또, 갈곳이 없어진 한지호를 집에 데려와 돌보는 모습에서도 그런 일면을 볼 수 있다.
다른 단원들과는 달리 그는 디지소울을 자기의지로 발생시키지 않는다. 하지만 적 디지몬(구체적으로 디지털 데이터로 구성된 물질)을 주먹으로 내리침을 통해 팔에 디지소울을 발생시켜 그 힘으로 아구몬을 진화시킨다.
디지몬 크로스워즈 68화에서 실루엣이 잠깐 나왔고, 76화에 본격적으로 모습을 드러낸다.

### 아구몬
- 성우: 마츠노 타이키 / 이미나

건우의 파트너 디지몬. Rapter-1이라는 코드네임을 부여받고 닷트의 추격을 받고 있었다. 그렇게 닷트의 추적을 뿌리치며 도망치던 중에 우연히 만나게 된 최건우와의 싸움을 통해 최건우를 형으로 모시게 된다. 그 때문에 최건우와 아구몬의 관계는 파트너 디지몬이라기보다는 형제의 모습을 떠올리게 한다. 어드벤처에서 나왔던 아구몬처럼 식욕이 왕성하며, 특히나 오유리(최건우의 엄마)가 만들어준 달걀말이를 가장 좋아한다. 최건우 집의 아이돌을 자칭하고 있을 정도로 최건우의 가족에게 사랑받고 있다.
아구몬은 최건우 외에는 전부 경칭을 생략해서 부르는데, 특히나 최건우의 엄마인 오유리에게까지 경칭을 생략할 정도로 매우 락천적이다.

### 토마 H 노르슈타인
- 성우: 노지마 히로후미 / 양석정 / 크리스핀 모리먼

닷트의 멤버로 최건우의 라이벌이다. 14살로 최건우와 동갑. 블루 디지바이스 iC를 갖고 있다. 닷트의 제복컬러는 청색(언제나 제복 지퍼를 맨위까지 확실하게 채워두고 있다).
14살이라는 젊은 나이에 스톡홀름 왕립과학대학을 수석으로 졸업한 천재소년. 어렸을 적에 어머니와 한국에서 살고 있었지만, 불의의 교통사고로 어머니를 여의고 지금은 아버지와 함께 살고 있다. 언제나 냉정하고 침착하며 무슨 일이든 데이터를 토대로 행동하는 쿨한 면모를 보인다. 그 때문에 언제나 앞뒤 생각없이 돌진하는 최건우와 대립하고 의견출동을 일으키지만 최건우의 실력만큼은 인정하고 있다.
오스트리아 귀족인 아버지와 한국인 어머니의 피를 이어받은 혼혈로 귀족의 피를 받은 탓인지 프라이드가 높다. 그 프라이드에 관련된 부분에서는 랭정함을 잃는 모습을 보인다. 어머니를 여의고, 아픈 여동생에 냉전중인 아버지, 이런 가족을 갖고 있어서인지 언제나 가족들과 함께 따스한 삶을 보내는 최건우에게 질투심을 갖고 있다.

### 가오몬
- 성우: 나카이 카즈야 / 전태열

토마의 파트너 디지몬. 사이좋은 친구같은 최건우와 아구몬과는 달리 토마와는 주종관계의 모습을 보인다. 그때문에 언제나 토마를「마스터」라고 부른다. 별로 감정을 드러낸 적 없으며, 언제나 마스터인 토마의 명령에 따라 행동한다. 손에 끼고 있는 장갑은 그의 진화형인 가오가몬의 혈액으로 물들인 '이누미미 글러브'(양손에는 블랙 워그레이몬에게 입은 상처가 있어서 장갑으로 그것을 숨기고 있다)로, 싸울 때 꼭 필요한 장갑이다. 하지만 완전히 감정이 없는 건 아니며, 민지나 리나 앞에서는 부끄러워 한다든지 감정적인 면도 갖고 있다. 특히나 마스터인 토마를 바보취급하면 크게 화를 낸다. 마찬가지로 토마도 가오몬을 단순한 도구취급을 하고 있는 것이 아닌, 파트너로서 큰 신뢰를 갖고 있다. 무신경하게 개라고 부르면「난 강아지가 아냐!」하고 거짓말을 하는데 아무래도 콤플렉스로 보인다.

### 후지에다 요시노(유진)
- 성우: 아라가키 유이 / 배정미 / 콜린 오쇼너시

이 작품의 히로인. 닷트멤버의 홍일점을 노리고 있다. 분홍색 디지바이스 iC를 갖고 있다. 닷트 제복컬러는 자줏빛.
주요 멤버들 중에서는 가장 연장자인 18살로 최건우와 토마의 누나뻘이다. 쉽게 폭주해버리는 두사람에게 언제나 휘둘리며, 연장자이기 때문인지 고동혁 대장한테서 어려운 일들을 부탁받고 있어서 언제나 골머리를 앓고있다. 그때마다「또 골치 아프게 생겼군……」이라고 말하는 입버릇이 있다(때때로 라라몬이 흉내내기도 한다). 그리고 연장자이기 때문인지 멤버들 중에서 유일하게 운전면허가 있다.
어렸을 적에 2명의 언니들과 함께 피아노를 배웠지만 자신은 언니들과는 달리 무리라 여기며 자신을 갖지못하고 중요한 순간에 실패해버린 과거를 갖고 있다. 현재는 가족과는 떨어져 혼자서 살고 있는데, 정작 그런 그녀의 생활력은 라라몬이 말하길 매우 칠칠치 못한 듯.

### 라라몬
- 성우: 유카나 / 이재현

라일라몬의 데이터로 만든 꽃잎 마스크를 쓴, 유진의 파트너 디지몬. 매우 작은 체구이지만, 성격은 어른스러우며 유진와 함께 오페레이터일을 할 때도 있다. 유진이 어렸을 적에 유진이 친 피아노의 음색에 이끌려 인간계에 디지몬알 상태로 나타났다. 그 때문에 진화하기를 포함해 가장 오래 지낸 사이다. 아구몬・가오몬의 파트너십을 반반씩 가진 듯한 관계이며, 엄밀하게 얘기하면 인간과 디지몬의 관계를 넘어선 친구같은 사이다. 극장판에서는 평소보다도 큰 활약을 펼쳤다.

### 노구치 이쿠토(한지호)
- 성우: 쿠기미야 리에 / 조진숙 / 브리엔 시달

나이는 10살. 블랙&퍼플의 디지바이스 iC를 갖고 있다. 자신 스스로를 디지몬이라고 부르고 있는데 사실은 디지털 월드 탐험대의 멤버였던 노구치 박사 부부의 아들이다.
10년 전의 어느날 어린아기였던 이쿠토는 갑자기 열린 디지털 게이트에 빨려들어가, 디지몬들과 함께 자라나게 되어 야생소년이 되어버렸다. 오래전에 자신을 키워준 부모였던 유키다루몬이 장태수가 개발한 기즈몬 AT에게 말살당하면서 인간을 깊게 증오하고 있다. 그래서 디지털 월드에 온 닷트멤버들을 적대시했지만, 차츰 마음이 바뀌기 시작해 인간계로 돌아가 마사루(최건우)와 교류하며 친부모를 만나면서 이쿠토는 자신이 디지몬인가 인간인가 큰 갈등을 갖게 된다.
그 후에 몸을 숨기고있던 다이몬 가(家)에서 오유리에게 설득되어 디지몬과 인간의 전쟁을 막기 위해, 디지털 월드로 가서, 모든 사건의 원흉인 장태수를 쓰러뜨리기 위해 마사루의 동료가 된다.
※참고로 그의 디지바이스 iC는 닷트가 만든 것이 아닌, 다이몬 스구루(최영재)가 메르큐리몬에게 맡긴 물건이다.

### 팔코몬
- 성우:  코시로 치에 / 김성연

한지호의 파트너 디지몬. 오래전부터 한지호와 함께 유키다루몬의 손에서 자라나서, 인간인 한지호와 친근하다. 인간도 디지몬도 되지 못해 고뇌하는 한지호의 곁에서 그를 지탱해주고 있다. 조금은 겁쟁이이지만 친구인 피요몬의 디지몬알을 지키기 위해서 위험을 무릅쓰고 인간세상에 온 적도 있다. 또, 의리심도 깊어서 적이었던 최건우와의 약속을 지키는 모습을 보여준다.

## 닷트측 세력
Digital Accident Tactics Squad의 약자로, 닷트라고 읽는다. 직역하자면 디지털위협전술부대.
인간계에 나타나는 디지몬이 증가함에 따라, 국가기밀기관에서 설립한 과학특수팀. 그들의 존재는 나라에는 비밀로 취급되고 있으며 그 존재를 알게 된 인간이 있다면 기억소거장치를 써서 기억을 삭제한다. 그때문에 닷트에 대해서도 디지몬에 대해서도 잊어버리게 되어 디지몬의 존재를 알고 있는 자는 극소수에 불과하다.
10년 전에 발생한 연속실종사건의 원인을 찾기 위해「디지털 월드 탐험대」가 결성되어, 이것이 닷트의 전신이 된다. 당시의 멤버는 연구원이었던 최건우의 아버지 최영재, 후에 닷트의 대장이 된 고동혁, 마찬가지로 닷트의 소장인 유진욱, 초공간연구원인 한지호의 부모 한지섭 박사 부부, 디지몬 사건의 발단인 장태수 이렇게 여섯 명.

### 사츠마 렌타로(고동혁)
- 성우: 쿠스노기 타이텐 / 박기량 / 제이미슨 프라이스

닷트의 대장. 레드&블랙의 디지바이스 iC를 갖고 있다. 디지털 월드와 인간계를 지키는 열혈남아로 거친면모와 상냥함을 모두 갖고 있으며 미숙한 멤버들을 잘 이끌어준다. 화난 그의 외침은「귀신의 일갈」이라 불리며 닷트멤버들이 두려워하는 것중 하나. 오래전 유진욱와 함께 형사로 일했으며, 연속실종사건의 원인을 찾기 위해서 디지털 월드 탐험대의 일원이 되었다.

### 쿠다몬
- 성우: 카즈라기 나나호 / 서혜정

고동혁의 파트너 디지몬. 성장기. 최영재가 디지몬과 인간의 무익한 전쟁을 막고자 전력으로서 인간계에 보낸 존재. 언제나 고동혁의 어깨에 올라타 있으며 하얀 족제비의 모습을 하고 있다. 성격은 쿨하며 어른스러우며, 디지몬에 관해 정확한 어드바이스를 해준다. 혈기왕성한 최건우에게는 언제나 골머리를 앓고있다.
쿠다몬의 정체는 로열 나이츠의 하나인 슬레이프몬이며, 인간들을 감시할 목적으로 이그드라실이 보냈다. 하지만 그녀가 인간을 전멸시키기로 결정하자 이그드라실을 배신하고 인간측의 세력에 합류한다.

### 유시마(유진욱)
- 성우: 쵸 / 유강진

닷트의 소장. 록색의 디지바이스 iC를 갖고 있다. 코카트리몬과의 싸움에서 최건우에게 디지바이스 iC를 건네준다. 오래전 서울특별시 현경 특수부대소속 경부보로 10년 전에 디지털 월드 탐험대에 참가했다. 언제나 인간과 디지몬의 무익한 전쟁을 막고자 노력하고 있다.

### 카메몬
- 성우: 타카하시 나오즈미 / 박소라 / 제프 니모이

유진욱의 성장기 파트너 디지몬. 최영재가 디지몬과 인간들의 무익한 전쟁을 막기 위한 전령으로서 인간계에 보낸 디지몬 중 하나. 거북이와 같은 모습을 하고 있으며, 매우 부끄럼을 타는 성격이라 사람들 앞에서는 말을 잘 하지 않는다. 사람들에게 말을 하고 난 뒤에 껍질 안에 숨어버릴 정도.

### 쿠로사키 미키(미키)
- 성우: 나가노 아이 / 이명희 / 케이트 히긴스

닷트의 오페레이터이자 폰체스몬(흑의 모습)의 파트너. 블랙&실버의 디지바이스 iC를 갖고 있다. 어른스러운 성격에 나이스한 스타일의 소유자. 이름그대로 기본적인 복장 컬러는 검정.

### 시라카와 메구미(메리)
- 성우: 하니오카 유키코 / 서유리 / 스테파니 셰이

닷트의 오페레이터이자 폰체스몬(백의 모습)의 파트너. 화이트&실버의 디지바이스 iC를 갖고 있다. 금발에 가까운 머리색을 갖고 있으며, 동안으로 꽤나 어린아이같은 행동을 보여주기도 하지만, 최건우와 비교하면 어른이다.

### 폰체스몬
퍼펫형 성장기 디지몬. 닷트의 오페레이터들의 파트너 디지몬이다. 흑과 백의 2마리가 있다. 언제나 오페레이팅에 전념하고 있으며, 전혀 얘기를 하지 않으며, 좀처럼 개성을 찾아볼 수 없지만, 감추어진 투구 속에는 귀여운 눈이 있다.

## 닷트멤버의 가족 및 협력자

### 다이몬 스구루(최영재)
- 성우: 고다 호즈미 / 최낙윤

최건우의 아버지. 직업은 박사로 디지바이스를 만든 장본인. 인간과 디지몬은 함께 살 수 있고 친하게 지낼수있다고 굳게 다짐하고 있다. 초반에는 디지털 월드에서 행방불명 되었다고 되어있으나 디지털 월드에서 반쵸레오몬과 같이 행동하면서 어려운 디지몬들을 도와주고 돌봐주는 일을 해왔다. 디지몬들은 최영재박사를 보고 디지털의 수호신이다 라고 불리고 있다. 모험을 하다 로얄나이츠를 만나고 이그드라실을 만나 자신의 뜻을 말하지만 그의 조수였던 장태수박사가 그의 뜻을 부셔버리는등 이그드라실의 노여움을 샀다. 그로인해 처형을 당하는 순간 반쵸레오몬의 공격을받고 반쵸레오몬과 합체를 하게된다. 합체를 한후 그의 모습은 이그드라실이 하게되고 반쵸레오몬과 합체를 한 그는 아들 최건우를 디지털 월드에서 재회. 어려운일 있을때마다 도와준다.

### 다이몬 사유리(오유리)
- 성우: 코우다 마리코 / 리지현

최건우의 어머니. 한쪽 머리만을 길게 기른 머리모양(10년 전에는 롱헤어)이 매력포인트로 아들이 절찬할 정도로 요리(특히 달걀말이)에 능하다. 남편이 실종된 이후로 여성의 몸으로 홀로 자식 둘을 키워왔다. 남편이 돌아올때까지 강하게 살겠다고 말하는 강인한 엄마이지만, 선천적일 정도로 둔한 면모가 있어서 어떤 사건에도 전혀 반응을 보이지 않는다. 하지만 아구몬, 피요몬, 한지호, 팰코몬 등등 새로운 가족이 늘어남에도 아무렇지도 않게 따스하게 대해주며 그런 그녀의 모습에 토마도 한지호도 닫힌 마음을 허락하기도 한다. 특히나 남편 최영재가 디지몬의 연구원이었던 탓에 디지몬을 잘 알고있었지만, 아들인 최건우마저 디지털월드로 보내고 싶지 않았기에 최건우에게 그 사실을 알리지 않았다. 싸움이라는 위험한 일을 하는 아들을 걱정하지만, 부모로서 그런 최건우를 말리지 않고 오히려 따스한 눈으로 지켜봐준다.

### 다이몬 치카(최민지)
- 성우: 키쿠치 코코로 / 김민정 / 크리스티 데이먼

나이는 10살. 최건우의 여동생으로 트윈테일의 귀여운 소녀. 괄괄한 성격으로 10년이 지나도 어린아이같은 오빠에, 둔한 엄마의 모습에 골머리를 앓고있는 어떻게 보면 최씨 집안의 가장 제대로 된 지식인. 하지만 아직 어려서 그런지 울고 때를 쓰는 모습도 보여준다. 10년전에는 아직 갓난아기였기에 아빠인 최영재를 사진으로 밖에 알지 못한다. 뒤늦게 피요몬을 만난다. 일반인같지만 디지바이스도 없이 피요몬을 급속하게 진화시킨 부분을 통해 최건우와 마찬가지로 강한 디지소울을 갖고 있는 듯 보인다.

### 노구치 켄지(한지섭)
- 성우: 나카 히로시 / 서원석

한지호의 아빠. 직업은 역시 박사다. 10여년전 디지털게이트를 열다가 아들 지호가 디지털게이트의 빨려들어갔다. 그로인해 아들 지호는 디지털 월드에서 쭉 자라게 되었고 결국 자신이 디지몬이라고 굳게 믿고있다. 최영재 박사와는 같은 친한 선후배 사이이다.

### 노구치 미스즈(백지희)
- 성우: 쿠마가야 니이나 / 김민정

한지호의 엄마. 머리색깔은 아들 지호랑 똑같다. 아들 지호를 과거에 잃어버린 후 큰 충격을 받았다. 그러나 두 번째 임신을 하고 아이를 낳고 난 후에는 충격에서 벗어났다. 아들 지호를 최건우의 도움으로 재회하고 다시 지호가 디지털 월드에 가겠다고 하자 결사 반대한다. 하지만 아들 지호의 굳은 다짐과 남편 한지섭박사의 말의 뜻에 따라 어쩔수없이 보낸다. 하지만 아들 지호가 무사히 돌아올날만 기달리고있다.

## 쿠라타(장태수) 측 세력
디지몬 연구원이자 이전의 디지털 월드 탐험대의 일원이었던 장태수를 주축으로한 모든 디지몬의 말살을 꿈꾸는 집단이다. 디지몬을 죽이는 것이 아닌 소멸시켜버리는 능력을 가진 인공 디지몬과 인간과 디지몬의 융합체인 바이오 디지몬과 수많은 병사를 보유하고 있다.

### 쿠라타 아키히로(장태수)
- 성우: 키쿠치 마사미 /  이호산

디지몬 연구원이자 10년 전 디지털 월드 탐험대의 일원이었다. 10년 전 디지몬의 폭력성을 보고 악의를 품고할려는 계획을 세우고 최건우 일행에게 접근했다. 머큐리몬과 최건우가 만났을 때 본색을 드러내고 기즈몬 AT를 이용해서 머큐리몬을 해치우는데 성공한다. 그리고 벨페몬을 발견하면서부터 디지몬월드와 인간세상을 지배하려는 지배자가 되려는 야망을 갖게 된다. 하지만 최건우 일행의 저지로 마지막에 벨페몬과 융합하고 최건우 일행이 벨페몬을 쓰러뜨리자마자 분리되지만, 마지막 야망을 버리지 못하고 끝내 비참한 최후를 맞는다.

### 츠바사 코우키(카일)
- 성우: KENN / 서원석

장태수의 부하. 자신의 의지로 직접 참여한 디지몬과 인간의 DNA를 합치는 실험에 참가하여, 디지바이스를 이용하여 자신이 직접 디지몬으로 진화할 수 있는 능력을 갖게 된다. 실험에 참가한 이유는 불명. 최건우를 극도로 증오하고 있으며, 최건우에게 패배하자 더욱 더 강한 실험을 통해 궁극체로 진화해 최건우에게 복수하려 하지만 결국 최건우에게 패배한다.
바이오선더버몬으로 진화한다.

### 나나미
- 성우 : 오노 료코 / 은정

장태수의 부하. 자신의 의지로 직접 참여한 디지몬과 인간의 DNA를 합치는 실험에 참가하여, 디지바이스를 이용하여 자신이 직접 디지몬으로 진화할 수 있는 능력을 갖게 된다. 단순히 디지몬을 죽이는 것을 재미로 생각하고 있으며 토마와 비슷할 정도의 두뇌를 가진 천재다. 같은 천재이기 때문에 고독한 토마를 동정하며 같은 편으로 회유하려 하지만 실패한다.
바이오코아틀몬으로 진화한다.

### 이안
- 성우: 호시노 타카노리 / 심정민

장태수의 부하. 자신의 의지로 직접 참여한 디지몬과 인간의 DNA를 합치는 실험에 참가하여, 디지바이스를 이용하여 자신이 직접 디지몬으로 진화할 수 있는 능력을 갖게 된다. 자신의 동생들을 먹여살릴 돈을 마련하기 위해 실험에 참가한다. 흰색의 짧은 머리를 한 덩치 큰 사내로, 과묵해 보이는 외모와는 달리 종종 자신의 속마음을 그대로 말해버리는 바보같은 면이 있다. 유진을 좋아하고 있어 사랑을 방해하는 로제몬을 없애려 하지만 패배한다.
바이오스테고몬으로 진화한다.